# Венкатапаті I
Венкатапаті (Венката)) I (*д/н —1542) — магараджахіраджа (цар царів) Віджаянагарської імперії у 1542 році. Відомий також як Венакатарая I.

## Життєпис
Син Ач'ютадевараї. Посів трон 1542 року. Через молодий вік регентом став стрийко Салакараджу Чінна Тірумала став регентом. Невдовзі останній, бажаючи захопити трон, вбив більшість родичів, а потім включаючи Венкатапаоті I. Але проти нього повстав Садашівараї. який отаборився в фортеці Гутта. Водочас повстав Рамарая Аравіду.
У відповідь Салакараджу біджапурського султана Ібрагіма Аділ-шаха I на трон віджаянагарської імперії, але той протримався 7 днів. Салакараджу було повалено у 1543 році рамараєю, який поставив на трон Садашівараю.